# Aston Martin DBS V12
O Aston Martin DBS é o modelo de veículo produzido pela montadora britânica Aston Martin.
Protótipos do Aston Martin DBS foram vistos no cinema, no filme de James Bond, Casino Royale (2006), antes mesmo de sua apresentação pública no salão do automóvel de Detroit (Michigan), em janeiro de 2007, e mais de um ano antes que as primeiras unidades estivessem disponíveis para venda ao público. Isso significou um avanço na estratégia de colocação de produto que, desde 1964, liga a Aston Martin aos produtores dos filmes de James Bond. Vale destacar que, em Casino Royale, o DBS aparece na tela por pouco mais de um minuto, após o que é literalmente pulverizado por Adam Kirley (o dublê de Daniel Craig), que capota sete vezes com o veículo, quebrando assim o record do maior número de capotamentos seguidos. A cena foi realizada a 120 km/h.
O carro é montado em Gaydon, Warwickshire. O motor é construído na unidade de fabricação de motores da Aston Martin em Colônia (Alemanha).